# Factor tisular
El factor tisular, también denominado factor tisular de tromboplastina o factor III, es una glicoproteína de membrana, presente en los fibroblastos de la pared de los vasos sanguíneos y en otras células (por ejemplo, los monocitos). 
En condiciones fisiológicas, el factor tisular está ausente en las células endoteliales y por tanto no expuesto al contacto con la sangre. Sin embargo, cuando se produce la rotura de un vaso sanguíneo, por ejemplo a consecuencia de una herida, el factor tisular de los fibroblastos entra en contacto con la sangre, y además se expresa en las células endoteliales y en los monocitos. El contacto del factor tisular con la sangre es el suceso que desencadena la cascada de coagulación por la vía extrínseca, un proceso mediante el cual el trombo o coágulo primario, formado por la agregación de las plaquetas sanguíneas y el fibrinógeno plasmático, se convierte en un coágulo secundario.

La cascada de coagulación.

El factor tisular (FT) es un receptor de membrana con alta afinidad para el factor VII. La unión receptor-ligando se produce utilizando calcio como puente, y es un evento autocatalítico, que corta el Factor VII (proconvertina), en la coagulación in vivo, generando Factor III/Factor VII activado (convertina). Este inicia la vía extrínseca de la coagulación. En la coagulación en el laboratorio, el factor III/Factor VIIa activa a su vez el Factor X, para lo cual se precisa el cofactor V activado. FXa activa el factor II (la protrombina), convirtiéndolo en trombina, que hidroliza parcialmente el fibrinógeno presente en el coágulo primario, convirtiéndolo en fibrina. La fibrina polimeriza de forma espontánea, mediante enlaces covalentes cruzados, lo cual estabiliza el coágulo.
Históricamente, la tromboplastina era un compuesto de laboratorio, derivado de la placenta, que se utilizaba para ensayar el tiempo de protrombina (tiempo PT). La tromboplastina, en sí misma, podía activar la vía extrínseca de coagulación. Cuando se manipulaba en el laboratorio, se podía generar un derivado, que se denominaba tromboplastina parcial, que se utilizaba para medir la vía intrínseca. Este test se denomina aPTT (las siglas en inglés de tiempo parcial de tromboplastina activada). La tromboplastina contiene fosfolípidos y factor tisular, ambos necesarios para la activación de la vía extrínseca. Sin embargo, la tromboplastina parcial contiene sólo fosfolípidos, sin factor tisular: este no es necesario para activar la vía intrínseca. 